# دافيد هوفوركا
دافيد هوفوركا (بالتشيكية: David Hovorka) (7 أغسطس 1993 بكلادنو في التشيك - ) هو لاعب كرة قدم تشيكي في مركز الدفاع. لعب مع نادي هراتس كرالوفه.

## روابط خارجية
- دافيد هوفوركا على موقع الاتحاد الأوربي (الإنجليزية)
- دافيد هوفوركا على موقع قاعدة بيانات كرة القدم.إي يو (الإنجليزية)
- دافيد هوفوركا على موقع ناشيونال فوتبول تيمز (الإنجليزية)
- دافيد هوفوركا على موقع Soccerway.com (الإنجليزية)
- دافيد هوفوركا على موقع AS.com (الإسبانية)